# Drepanoxiphus nigrosignatus
Drepanoxiphus nigrosignatus is een rechtvleugelig insect uit de familie sabelsprinkhanen (Tettigoniidae). De wetenschappelijke naam van deze soort is voor het eerst geldig gepubliceerd in 1960 door Beier.